# Phosphatausscheidung
Die Phosphatausscheidung, lateinisch Phosphaturie, ist die Ausscheidung von Phosphaten über den Urin.
Eine über das Normalmaß hinausgehende Phosphatausscheidung wird als Hyperphosphaturie bezeichnet. Oft wird allerdings der Begriff „Phosphaturie“ synonym für Hyperphosphaturie verwendet.
In den Nieren wird Phosphat in den Glomeruli filtriert und zu 85 bis 95 % im Nierenkanälchen wieder rückresorbiert. Die Ausscheidung wird durch die Hormone Calcitonin und Parathormon vermehrt, durch Vitamin D und das Wachstumshormon vermindert.
Die normale Ausscheidungsmenge im 24-Stunden-Sammelurin liegt zwischen 13 und 44 mmol/l.